# Leporicypraea mappa
Leporicypraea mappa (nomeada, em inglês, map cowry) é uma espécie de molusco gastrópode, marinho e herbívoro, pertencente à família Cypraeidae da ordem Littorinimorpha. Foi classificada por Carolus Linnaeus, em 1758; descrita como Cypraea mappa, nome que perdurou até o século XX, em sua obra Systema Naturae. É nativa do Indo-Pacífico.

## Descrição da concha e hábitos
Concha oval e inflada, ou cilíndrica, aplainada embaixo; com dimensões de 7.5 ou 8 e, quando bem desenvolvida, até 10 centímetros de comprimento; de superfície polida e de coloração castanha puxada para o bege ou rosa, com manchas e riscos de um marrom mais escuro, formando um retículo, e uma faixa, por vezes bem larga, provocada por seu manto e que lembra um rio com afluentes arredondados, em um mapa geográfico antigo; daí provindo o seu epíteto específico: mappa. Abertura envolta por uma base de tonalidade branca a rosa, ou violeta, com lábio externo engrossado e dentículos internos; sendo longa e estreita, terminando em dois canais curtos (um deles, o canal sifonal). Seu ápice é proeminentemente caloso.
É encontrada até uma profundidade de 45 metros, em habitats sob pedras e lajes em recifes de coral, principalmente na zona nerítica de águas rasas.

## Descrição do animal e distribuição geográfica
O manto é um tanto translúcido, visto que, com todos os desenhos que sua concha possui, o animal não precisa de nenhuma outra camuflagem, possuindo papilas ramificadas. Esta espécie ocorre no Indo-Pacífico, desde a África Oriental, incluindo Moçambique, Tanzania, Quênia, Somália, mar Vermelho, e ilhas de Madagáscar, Comores, Maurícia e Seicheles, até Filipinas e costa nordeste da Austrália, incluindo a Grande Barreira de Coral, a Micronésia, a Melanésia e a Polinésia.

## Subespécies
L. mappa possui seis subespécies:
- Leporicypraea mappa mappa (Linnaeus, 1758)
- Leporicypraea mappa subsignata (Melvill, 1888)
- Leporicypraea mappa viridis (Kenyon, 1902)
- Leporicypraea mappa admirabilis Lorenz, 2002
- Leporicypraea mappa curvati Beals & Lum, 2017
- Leporicypraea mappa huberi Thach, 2017

Uma característica interessante da maioria dos taxa deste complexo de subespécies é a fluorescência vermelha, visível e emitida pelas conchas, quando iluminadas por luz ultravioleta de onda longa (UV), de cerca de 400 nanômetros de comprimento de onda.

## Uso humano
Leporicypraea mappa é coletada para consumo humano, uso na medicina tradicional e vinculada a muitas superstições. Conchas foram muito apreciadas por colecionadores particulares até a década de 1950; agora usadas como moeda, enfeites e amuletos.